# Rafael Cadenas
Rafael Cadenas (n. 8 aprilie 1930, Barquisimeto, Venezuela) este un poet și eseist venezuelean.
Cadenas a publicat prima sa carte de poezie, Cantos iniciales, în 1946. După lovitura militară a lui Marcos Pérez Jiménez, a plecat în exil în Trinidad⁠(d) din 1952 până în 1956. Experiențele dobândite acolo au fost reflectate în cărțile sale Una Isla și Los cuadernos del destierro în 1958 și 1960.
În anii următori, pe lângă volume de poezie, au fost publicate mai multe eseuri despre literatură. În 1985 a fost distins cu Premio Nacional de Literatura. În 1992 a primit Premiul Pérez Bonalde. În 2007 a participat la al 4-lea Festival de Poezie Latino-Americană de la Viena. În 2009, a primit premiul mexican Juan Rulfo. În 2015, a primit Premiul García Lorca. Acesta a fost urmat de Premiul Regina Sofia în 2018 și Premiul Cervantes în 2022.
Cadenas a fost comunist în tinerețe. Cu toate acestea, ani de zile s-a distanțat de această ideologie. În 2020, a declarat ziarului El País „problema oricărei ideologii este că este deja făcută, ceea ce face dificilă gândirea liberă”. Guvernul lui Nicolás Maduro s-a abținut să-l felicite pe Cadenas, deoarece acesta a câștigat premiul Cervantes. Cadenas a declarat atunci: „Nu am primit felicitări și nici nu le aștept. Nu sunt de acord cu regimul, dar nici nu particip în politică.

## Operă

### Poezie
- Cantos iniciales (1946)
- Una isla (1958)
- Los cuadernos del destierro (1960 i 2001)
- Falsas maniobras (1966)
- Intemperie (1977)
- Memorial (1977) (bilingv în spaniolă și engleză) (2007)
- Amante (1983). Amante (2002) [livre d'artiste con 58 grabados de Norma Morales). Amant (2004),o traducere în franceză din «Amante». Lover (2004, 2009) ediție bilingvă
- Dichos (1992)
- Gestiones (1992). Premio Internacional Juan Antonio Pérez Bonalde
- En torno a Basho y otros asuntos (Pre-Textos, 2016)
- Contestaciones (Visor Libros, 2018)

### Antologie
- Antología (1958-1993) (1996 și 1999)
- Poemas selectos (2004, 2006 și 2009)
- El taller de al lado (2005).

### Eseuri
- Literatura y vida (1972)
- Apuntes sobre San Juan de la Cruz y la mística (1977 și 1995)
- Realidad y literatura (1979)
- La barbarie civilizada (1981)
- Anotaciones (1983)
- Reflexiones sobre la ciudad moderna (1983)
- En torno al lenguaje (1985)
- Sobre la enseñanza de la literatura en la Educación Media (1998)